# Operacja Konrad III
Operacja Konrad III – niemiecka ofensywa przeprowadzona na froncie wschodnim II wojny światowej. Była to trzecia i najbardziej ambitna z trzech operacji pod kryptonimem Konrad, a jej celem było zniesienie oblężenia Budapesztu i odzyskanie całego Kraju Zadunajskiego.
Ku całkowitemu zaskoczeniu Sowietów, niemiecka ofensywa rozpoczęła się 18 stycznia 1945 roku. IV Korpus Pancerny SS wspierany przez samoloty Luftwaffe w ciągu dwóch dni rozbił radziecką 4 Gwardyjską Armię, przekroczył Dunaj 19 stycznia, niszcząc po drodze ponad sto nieprzyjacielskich czołgów i odbił 400 kilometrów kwadratowych terytorium Węgier w ciągu czterech dni. Po dziewięciu dniach intensywnej walki i zniszczeniu przez IV Korpus Pancerny SS dwóch trzecich radzieckich czołgów ze składu całego 3 Frontu Ukraińskiego, niemiecka ofensywa została zatrzymana 26 stycznia przez radzieckie posiłki 25 kilometrów przed Budapesztem.

## Bitwa
Radziecki 3 Front Ukraiński wziął na siebie główny ciężar uderzenia niemieckiej 6 Armii. Na czele natarcia stał IV Korpus Pancerny SS, który ze swoimi trzema dywizjami pancernymi i we współpracy z III Korpusem Pancernym na początku ofensywy dysponował 376 sprawnymi pojazdami. 4 Gwardyjska Armia, z zaledwie 250 pojazdami, miała słaby wywiad, który nie zdołał w ogóle odnotować przybycia IV Korpusu Pancernego SS na odcinek frontu naprzeciwko niej. Sekcje wywiadowcze 2 i 3 Frontu Ukraińskiego błędnie uważały, że IV Korpus Pancerny SS został przerzucony na zachodnie Węgry.
Posiadający wsparcie niemieckich sił powietrznych, atak IV Korpusu Pancernego SS był całkowitym zaskoczeniem, a radziecka 4 Gwardyjska Armia została pokonana w niecałe dwa dni przez 3 i 5 Dywizję Pancerną SS, wyposażoną w dużą liczbę czołgów Panther, jakościowo lepszych od radzieckich T-34, które w krótkich odstępach czasu zniszczyły wiele nieprzyjacielskich maszyn. Radziecki 18 Korpus Pancerny i 130 Korpus Strzelecki zostały otoczone, a kontratak 7 Korpusu Zmechanizowanego został odparty przez czołgi SS. Niemcom brakowało jednak piechoty, która mogłaby szybko zniszczyć wrogie wojska w kotle, dlatego większość wojsk radzieckich była w stanie się wydostać. Pod koniec pierwszego dnia na linii radzieckiego frontu powstała wyrwa szeroka na 30 kilometrów i głęboka na 60 kilometrów, a 19 stycznia czołgi SS dotarły do Dunaju, rozdzielając na dwie części siły radzieckie w Kraju Zadunajskim. Do 21 stycznia Niemcy zdobyli 400 kilometrów kwadratowych terytorium, co jest osiągnięciem porównywalnym z początkowymi zdobyczami wojsk niemieckich podczas ofensywy w Ardenach na froncie zachodnim w grudniu 1944 roku.
Sytuacja na radzieckich punktach przeprawowych na Dunaju graniczyła z paniką. Poddawane ciągłym atakom Luftwaffe, 40 000 żołnierzy radzieckich i duże ilości materiałów wojennych zostały ewakuowane na wschodni brzeg. Miasto Székesfehérvár, które było kluczowym punktem linii zaopatrzeniowych, zostało zajęte przez wojska Osi 22 stycznia po intensywnych walkach. 19 stycznia i w godzinach porannych 20 stycznia nie było żadnych wojsk radzieckich pomiędzy szpicą IV Korpusu Pancernego SS a garnizonem niemiecko-węgierskim broniącym się w oblężonym Budapeszcie. Dopiero pod koniec dnia 20 stycznia, 3 Front Ukraiński po 60-kilometrowym marszu przeniósł 5 Korpus Kawalerii ze 100 czołgami, 360 działami, trzema pułkami dział przeciwpancernych i sześcioma pułkami artylerii, aby zalepić tę lukę. Było to możliwe dzięki temu, że Niemcy ponieśli również znaczne straty ludzkie i materialne podczas walki z 4 Gwardyjską Armią, mieli krytycznie niskie zapasy paliwa i amunicji i nie kontrolowali jeszcze Székesfehérvár, co wydłużało niemieckie linie zaopatrzenia.
Radziecki 1 Korpus Zmechanizowany został również wysłany do walki z SS, spowalniając niemieckie natarcie, które zostało skierowane na północny wschód w kierunku jeziora Velence. 3 Dywizja Pancerna SS przełamała radziecką obronę i 26 stycznia znalazła się w odległości zaledwie 25 kilometrów od Budapesztu. 1 Dywizja Pancerna przebiła się przez radzieckie linie obronne w pobliżu Vál i nawiązała kontakt radiowy z obrońcami Budapesztu. Tam jednak dowódca 6 Armii gen. Hermann Balck nakazał mu wycofać się, doprowadzając do wściekłości dowódcę IV Korpusu Pancernego SS, gen. Herberta Gille'a. Główną przyczyną rozkazu Balcka był niedobór piechoty w korpusie, co oznaczało osłabienie i narażenie na nieprzyjacielski atak jego skrzydeł.

## Następstwa
Brak udziału 2 Armii Pancernej na południu w operacji Konrad III był poważnym błędem ze strony dowódcy Grupy Armii Południe gen. Otto Wöhlera. Jednoczesna ofensywa 2 Armii Pancernej i Grupy Armii F mogła spowodować przerwanie wszystkich linii zaopatrzeniowych 3 Frontu Ukraińskiego. Adolf Hitler odmówił jednak zezwolenia na taką operację, ponieważ obawiał się potencjalnej, radzieckiej ofensywy z południowego wschodu, która mogłaby doprowadzić do szybkiego zajęcia strategicznych pól naftowych w Nagykanizsa. Sowieci na południu w rzeczywistości nie mieli niezależnych planów ofensywnych, ponieważ obawiali się możliwości niemieckiego ataku na ten sektor.
Józef Stalin kazał wysadzić dwa mosty pontonowe na Dunaju i w razie potrzeby zezwolił na całkowite wycofanie się za Dunaj. Marsz. Siemionowi Timoszence powierzono koordynację działań 3 i 2 Frontu Ukraińskiego. Z 2 Frontu Ukraińskiego zostały przeniesione elementy 5 Armii Lotniczej, aby pomóc 3 Frontowi Ukraińskiemu, 18 Korpus Pancerny został ponownie uzbrojony po utracie większości czołgów w początkowych walkach, a elementy 27 Armii zostały przeniesione na południowy zachód od Budapesztu. Marsz. Fiodor Tołbuchin, dowódca 3 Frontu Ukraińskiego, otrzymał jako posiłki 30 i 54 Korpus Strzelecki oraz 23 Korpus Pancerny.
27 stycznia Tołbuchin rozpoczął kontrofensywę, której założeniem było wykorzystanie trzech korpusów zmechanizowanych i jednego korpusu strzeleckiego do okrążenia i zniszczenia wysuniętych jednostek IV Korpusu Pancernego SS. Druga część wojsk miała odzyskać Székesfehérvár, aby przerwać niemieckie linie zaopatrzenia, po czym miał zostać przeprowadzony skoordynowany atak obu sił z południowej części Kraju Zadunajskiego, aby otoczyć cały IV Korpus Pancerny SS.
Pomimo znacznej radzieckiej przewagi (25 stycznia tylko 50 z 306 czołgów IV Korpusu Pancernego SS jeszcze nadawało się do użytku z powodu uszkodzeń poniesionych w wyniku intensywnej walki, zużycia mechanicznego i braku paliwa), kontrofensywa zakończyła się niepowodzeniem. O radzieckiej porażce przesądziły złe decyzje wyższego dowództwa. Marsz. Rodion Malinowski, dowódca 2 Frontu Ukraińskiego, rzucił 23 Korpus Pancerny do walki bez rozpoznania i bezpośredniego wsparcia z powietrza. Korpus został całkowicie rozbity w ciągu jednego dnia. Niemcy zniszczyli 122 radzieckie czołgi pierwszego dnia radzieckiego ataku, z czego ok. 100 należało do 23 Korpusu Pancernego. Pomimo tak poważnych błędów Armia Czerwona posunęła się naprzód, gdy 54 Korpus Strzelecki i cała 57 Armia zaatakowały od południa. Również 28 Korpus Strzelecki został przeniesiony z rezerwy Stawki do wzięcia udziału w kontrofensywie. Walka była zacięta, a na skraju wioski Vereb pozostało 70 zniszczonych i 35 uszkodzonych czołgów oraz dział szturmowych. Do 1 lutego Sowieci odzyskali większość terenów utraconych w czasie niemieckiej operacji Konrad III, z wyjątkiem miasta Székesfehérvár.